# Primera República Brasilera
La República Velha, també anomenada de vegades com la Primera República Brasilera, va ser el nom que es donava normalment a la República dels Estats Units del Brasil (en portuguès República dos Estados Unidos do Brasil) durant el període de 1889 a 1930. Es va definir com una democràcia constitucional.
Va ser precedida per l'Imperi del Brasil (fins a la deposició de Pere II del Brasil) i va acabar amb la revolució de 1930 i l'adveniment de l'era Vargas.

## Història

### Primers anys

Primera bandera de la República creada per Rui Barbosa, que va onejar almenys fins al 19 de novembre de 1889 des del pal d'un edifici de la Cambra Municipal de Rio de Janeiro, i posteriorment batejada com a Bandera de la Proclamació.

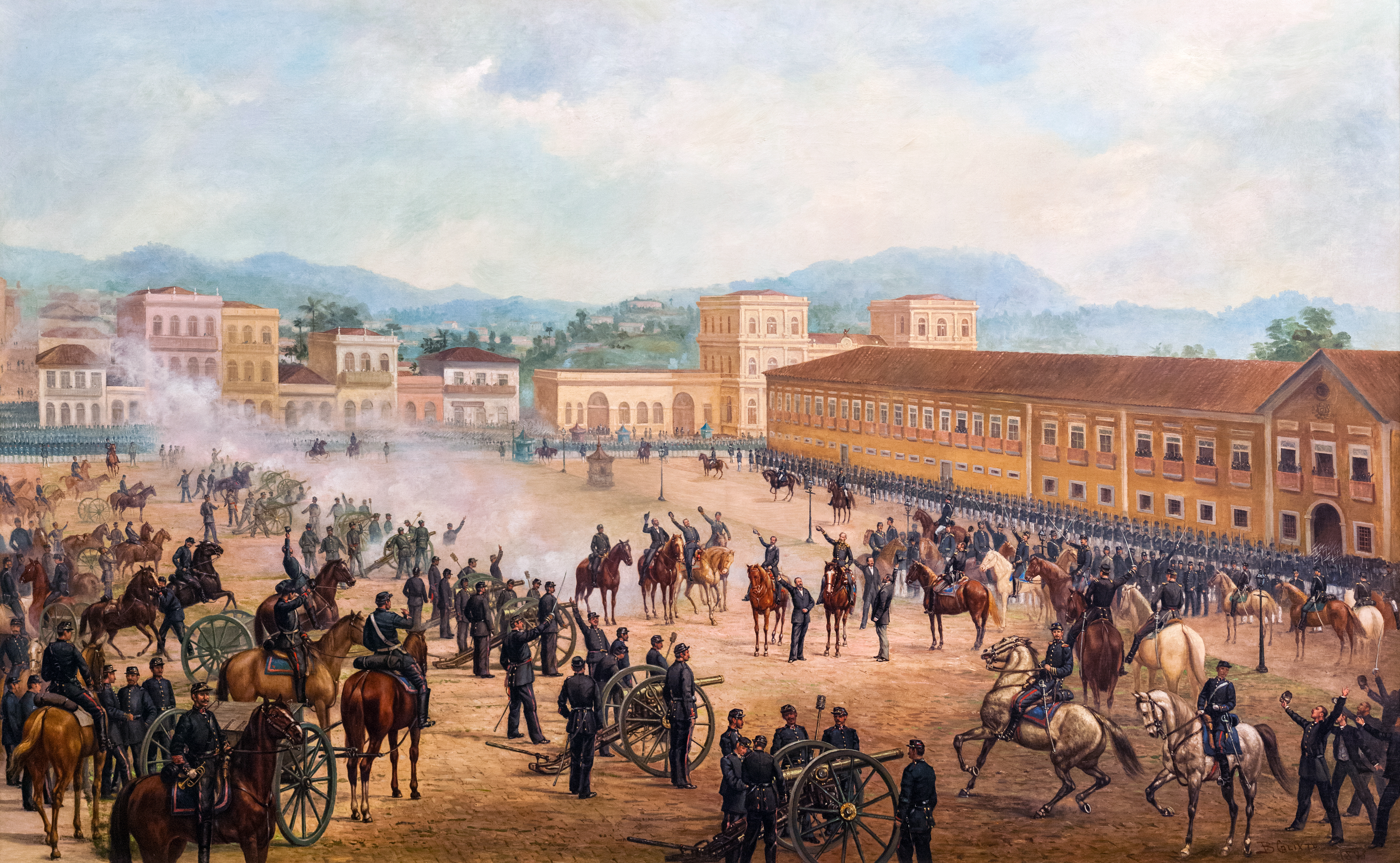
La proclamació de la República, de Benedito Calixto.

El 15 de novembre de 1889, Manuel Deodoro da Fonseca deposa l'emperador Pere II del Brasil i proclama la república.

El lema d'Auguste Comte "Ordre i progrés" apareix a la bandera de la República i la Constitució de 1891 s'inspira en el Curs de filosofia positiva i el Sistema de política positiva del propi Comte. Els inicis de la República estan marcats pel coronelisme, equivalent al cabdillisme dels països de parla hispana. La "república vella" també es coneix com a "república oligàrquica". La historiadora Armelle Enders assenyala:
| « | Contràriament a les aspiracions de l'Apòstol [del positivisme de Teixeira Mendes] i de diverses altres corrents polítics, la república al Brasil es consolida en forma de règim oligàrquic, els principals actors polítics del qual són els Estats de la Federació. | » |

Manuel Ferraz de Campos Sales, president de 1898 a 1902, va trobar «un acord que posa fi a deu anys de revolta i malestar»: va imposar a les forces polítiques un sistema de govern que va definir com la política dels Estats, però que es recorda com a la política dels governadors.
L'acadèmic Joseph Jurt assenyalava la incongruència entre l'important paper desenvolupat durant l'última dècada del regnat de Pere II per la burguesia militant del positivisme i la seva irrellevància en la planificació del cop d'estat i en les decisions polítiques dels successius governs de la "República de la Espasa" (1889-1895). Una mostra d'això, defensa Jurt, va ser la Constitució de 1891, que s'allunya molt del model positivista i es basa principalment en la Constitució dels Estats Units d'Amèrica.

### Brasil a la Primera Guerra Mundial
Malgrat les seves divisions polítiques internes, el Brasil durant la Primera Guerra Mundial va declarar la guerra a la Triple Aliança després d'una posició inicial de neutralitat. La contribució del Brasil és modesta, apuntant més a una dimensió simbòlica que a una afirmació militar de primer ordre. És l'únic país d'Amèrica del Sud que va participar realment en la Primera Guerra Mundial més enllà d'una declaració formal de guerra. La seva acció principal és a la Batalla de l'Atlàntic on l'armada brasilera desplega diversos vaixells, a més d'enviar una unitat per lluitar al front occidental.

### La lluita per la reforma
L'any 1922 reaccionen els joves oficials de les classes mitjanes: és el moviment del tenentismo (de tinent). El primer aixecament va tenir lloc el 5 de juliol de 1922 a la fortalesa d'Igrejinha. Encara que es va suprimir després d'una forta resistència, el moviment del 5 de juliol té una gran importància política. Marca l'inici de l'assalt a la República Velha i el seu debilitament fins a la seva desaparició, el 1930. Dos anys després, el juliol de 1924, esclata una revolta militar a São Paulo; els revoltats aconsegueixen fins i tot ocupar la ciutat durant tres setmanes. Una tercera revolta va tenir lloc a tot l'estat de Rio Grande do Sul el 1925, i una darrera es va produir el 1926.
Els objectius dels militars rebels són essencialment els de les classes mitjanes, insatisfetes amb la situació econòmica i política del Brasil, no es pot fer cap canvi democràtic a causa d'un sistema polític bloquejat pel "regnat dels governadors" sota un sistema en el qual els grans terratinents i la gran burgesia dicten les condicions als estats. Les reivindicacions del moviment es refereixen, en particular, al vot secret, la llibertat de premsa i d'associació, el respecte dels resultats electorals, l'alfabetització i la nacionalització de determinats interessos econòmics estrangers.
També és en aquest context on es produeix la marxa de la columna Prestes. Luis Carlos Prestes va ser un enginyer militar, futur secretari general del Partit Comunista del Brasil i comandant de l'estat major del líder de la revolta de São Paulo, Miguel Costa. Al capdavant d'una columna d'uns centenars de soldats, es va comprometre a difondre les idees revolucionàries per tot el país. Després d'una caminada de l'abril de 1925 al febrer de 1927, perseguida constantment per l'exèrcit federal sense ser mai derrotada, la columna va demanar asil a Bolívia.
Aquest període va acabar amb el cop d'estat militar, conegut com la Revolució de 1930, que va situar Getúlio Vargas al poder fins al 1945. Una nova constitució va ser redactada l'any 1934, abans que Vargas establís una dictadura el 1937, coneguda com l'Estado Novo (en referència al règim de Salazar) "atorgant" una nova constitució, la constitució de 1937.

## Les oligarquies terratinents
Les eleccions van ser en gran part manipulades, amb els votants pressionats o coaccionats perquè votessin per un candidat (coronelisme), i fins i tot en cas que els resultats fossin desfavorables, les eleccions es podrien anul·lar per una simple decisió del Congrés. Aquest sistema va tenir com a conseqüència una alternança de la presidència del país entre les oligarquies dominants dels estats de São Paulo i Minas Gerais. Aquest règim sovint s'identificava amb el terme "república del Café com Leite" (cafè amb llet), a causa del domini de la vida política per part de les elits de São Paulo (centre de producció de cafè) després de Rio de Janeiro i Minas Gerais (centre ramader i de producció de lactis).
Els empresaris (barons del cafè, magnats financers i comercials, oligarquia industrial urbana, etc.) prenen en bona part l'estat. Per evitar que els preus del cafè s'enfonsin a causa de l'augment constant de la producció, l'Estat compra l'excedent i el guarda. Per fer-ho, recorre al préstec: 72,7 milions de lliures esterlines es van demanar en préstec entre 1906 i 1930 per a aquesta política de promoció del cafè. Les garanties i condicions d'aquests préstecs són sovint draconianes; el préstec Rothschild de 10 milions de lliures esterlines s'acompanya d'un control duaner com a penyora i la promesa que cap nou préstec seria sol·licitat pel Brasil sense el consentiment del banc Rothschild.
En l'àmbit local, els coroneis (coronels) controlen les eleccions per tal de mantenir una legislació favorable als interessos dels empresaris. Al contrari, la classe treballadora es beneficia molt poc dels negocis fets per les corporacions.

## Canvis demogràfics
Entre 1875 i 1960, uns cinc milions d'europeus van emigrar al Brasil, instal·lant-se sobretot als quatre estats del sud del país (São Paulo, Paranà, Santa Catarina i Rio Grande do Sul. Provenen principalment de Portugal, Itàlia, Alemanya, Espanya, Polònia, Alemanya i Ucraïna, als quals se sumen immigrants del Japó i l'Orient Mitjà. L'estat de São Paulo és la llar de la comunitat japonesa més gran fora del Japó. Malgrat les distincions de classe, la identitat nacional és molt forta i les baralles entre comunitats són molt rares. Els nadius d'origen amerindi, que viuen especialment a les regions frontereres de la conca amazònica, representen menys de l'1 % de la població. La immigració va afavorir molt la urbanització i la industrialització del Brasil.